# Organización Scalibur
La Organización Scalibur para la Investigación y la ciencia (abreviada como O.S.I.) es una organización sin ánimo de lucro, no gubernamental, privada y autónoma dedicada a la divulgación de la ciencia en el campo de la astronomía, astronáutica y otras ciencias espaciales con enfoque a la población infantil y juvenil en edad escolar. La O.S.I. fue fundada el 25 de noviembre de 1996 por Juan Carlos Molina en la ciudad de Medellín iniciando labores en el Instituto Tecnológico Metropolitano de Medellín. Actualmente las actividades se desarrollan en el Planetario de Medellín, bajo la dirección de Juan Carlos Molina (fundador) y un nuevo equipo de trabajo, varios de ellos anteriores beneficiarios.

## Etimología
La adopción del nombre Scalibur para la organización proviene de una modificación de la palabra del inglés, Excalibur: Excálibur, correspondiente a la legendaria espada del Rey Arturo.

## Historia
La Organización Scalibur Para La Investigación y la Ciencia, por su sigla: O.S.I. es fundada el 25 de noviembre de 1996 por Juan Carlos Molina en la ciudad de Medellín, iniciando sus actividades en el Instituto Tecnológico Metropolitano de Medellín. Con un total de 120 jóvenes de Bachillerato Tecnológico del grado noveno de dicha Institución. En el mes de mayo del año 1997, se trasladan a las instalaciones del Planetario de Medellín, gracias al apoyo del Director de ese entonces, el Astrónomo y Astrofísico Kevin Patrick Marshall de nacionalidad inglesa que dirigió a dicha entidad por aquel entonces. Para el día 25 de febrero de 1998, un equipo 36 integrantes beneficiarios del grupo y 5 personas adultas, para un total de 43 excursionistas, viajaron a una Hacienda en Montería, capital del departamento de Córdoba, a presenciar de primera mano, El eclipse Total de sol del 26 de febrero de 1998; dicho evento Astronómico fue una experiencia maravillosa para estos jóvenes que viajaron con el permiso de sus padres y de las directivas del ITM, contaron con el acompañamiento de su fundador y director y 4 padres de familia. Al terminar el maravilloso espectáculo estelar, los jóvenes integrantes se fueron a terminar su fantástico viaje a las playas de Coveñas; fue una experiencia fenomenal para la gran mayoría de participantes, ya que nunca habían conocido el mar; un premio a tan ardua labor de estos chicos y por su esfuerzo y dedicación en la preparación del evento estelar durante 8 meses. En los cuales se dedicaron a  gestionar el viaje de excursión para que fuera todo un éxito, como de verdad lo fue porque la disciplina y entereza fue primordial para viajar y regresar sanos y salvos, siguiendo todas las recomendaciones y comportamiento, que marco tan magnífico viaje.
Para ese mismo año, los integrantes de nuestra Organización, tuvieron la oportunidad de participar en el Quinto Simposio Internacional de Astronomía, La Vía Láctea, realizado en el Planetario de Medellín, del 9 al 12 de octubre de 1998, con un horario de 7:30 a. m. hasta las 8:00 p. m., otra experiencia maravillosa para 38 jóvenes y 5 niños que por su buen comportamiento tanto en casa como en las reuniones del semillero de Astronomía se hicieron merecedores de participar en dicho certamen de la ciencia de manera gratuita.
El gestor de tan importante evento fue el director del Planetario Dr. Kevin Patrick Marshall, aquí es de resaltar que La Compañía Nacional de Chocolates, contribuyo con una donación de 10 millones de pesos a través de la Organización Scalibur, para ayudar con algunos de los gastos de los científicos que asistieron a tan importante evento de Astronomía realizado en la ciudad de Medellín, entre las personalidades Internacionales convocados al Simposio, asistieron la Astrónoma y divulgadora científica Inglesa Heather Couper; la primera mujer en presidir ‘the British Astronomical Associa-tion’.(1984). Además de aplica para ser la primera Astrónoma inglesa en 1993; el Astrónomo y escritor Británico, Nigel Henbest; el Astrónomo y Astrofísico Basilio Santiago; de Brasil; la Astrónoma Venezolana Leticia Carggi;  investigadora titular del Instituto de Astronomía de la UNAM, el profesor Richard Ellis; del Observatorio de Monte Palomar; el profesor Gerry Gilmore; de la Universidad de Cambridge Inglaterra, por Colombia contamos con la presencia del investigador Roberto Lorduy Gómez; profesor del pregrado en Ingeniería Física y director de Quasar, de la Universidad EAFIT de Medellín, el físico y Astrofísico Jorge Iván Zuluaga Callejas; actualmente Jefe del pregrado en Astronomía de la Universidad de Antioquia,    y por último también participó el hombre que fue la gran inspiración para gestionar tan importante certamen en la ciudad de Medellín, el entonces director del Planetario, Kevin Pactrick Marshall, Astrónomo Inglés.
La Organización Scalibur;  tiempo después por la remodelación del Planetario, el grupo tendría como lugar de sus actividades públicas la Institución Educativa Javiera Londoño del Barrio Sevilla, Biblioteca EPM y nuevamente en el remodelado Planetario de Medellín (donde actualmente se realizan las reuniones públicas), gracias al apoyo brindado por Claudia Aguirre, exdirectora de contenidos Parque Explora y Andrés Roldan, en ese entonces Director de Desarrollo de Experiencias y actualmente se desempeña como Director del Parque Explora. 
En el año 2014 el grupo de astronomía de la Organización participó como uno de los equipos en representación de Colombia en el programa internacional de Misión X: Entrenando como un Astronauta con apoyo de la Sociedad Julio Garavito Armero y el Parque Explora. En 2002 y en 2012 se habían realizado sesiones de un programa piloto local entre el grupo de Astronomía Scalibur y la Sociedad Julio Garavito.
El 2 de julio de 2016 se reactivan las reuniones presenciales del grupo de divulgación científica tras un receso de mes y medio en el cual se evaluaba la continuidad del programa y la reestructuración del mismo. A lo largo del mes se desarrolla la renovación de la presencia virtual de la Organización, unificando la identidad en la red como scaliburco en los canales que se mantendrán activos y rastreando para su eliminación perfiles anteriores de la organización, que por motivos de la informalidad del manejo en redes se encontraban una gran cantidad de perfiles y blogs de la organización sobre los cuales ya no se tenía control.
En junio de 2017 la Organización elige una nueva Junta Directiva formada en totalidad por sus actuales instructores. Este paso busca crear un nuevo impulso en la Organización para los proyectos de divulgación de la ciencia y educación que se planean para el futuro próximo. Este mismo cambio induce una renovación de su logo como reflejo de los cambios internos y por ello en agosto de 2017 aprueban un nuevo logo con un diseño simple.

### Misión
Ser un motor de desarrollo y motivación de la investigación científica e impulsar a los jóvenes a participar en ella.

## Estructura organizacional
La Organización Scalibur consta de una Junta Directiva voluntaria de 6 integrantes cuyas funciones se encuentran tanto en la administración de la Organización como en las actividades formativas para los beneficiarios, y actividades de servicios en educación y tecnología. Adicionalmente cuenta con 2 voluntarios que hacen las veces de Fiscal titular y un suplente, y por supuesto tiene su Junta de Fundadores.

## Programas

### Grupo de Astronomía Scalibur
La O.S.I. atiende a un grupo de Divulgación Científica para niños y jóvenes, con un selecto equipo de Promotores y Divulgadores Científicos en el Planetario de Medellín, que hacen las veces de voluntarios de la Corporación Scalibur y a la vez conforman su Junta Directiva,  a estos semilleros de ciencia les realizamos reuniones presenciales los días sábados de 2:00 p. m. a 5:00 p. m. para los beneficiarios de la Organización, siendo el área de conocimiento principal la Astronomía y Ciencias Espaciales en general. Complementario a estas áreas, se tratan temas de otras disciplinas científicas y tecnológicas que apoyen al desarrollo de los temas principales y al desarrollo del interés científico de los beneficiarios.
También nos encuentras en el Link del Parque Explora en la Sección Comunidades como: Organización Scalibur Para La Investigación y La Ciencia - O. S. I. https://www.parqueexplora.org/comunidades.